# Resolutie 740 Veiligheidsraad Verenigde Naties
Resolutie 740 van de Veiligheidsraad van de Verenigde Naties werd unaniem aangenomen op 7 februari 1992. De resolutie stemde in met het vredesplan dat secretaris-generaal Boutros Boutros-Ghalis had voor Kroatië, en vroeg hem een vredesoperatie voor te bereiden. Dit vredesplan hield in dat het Joegoslavisch Volksleger zich zou terugtrekken uit Kroatië, de VN-veilige gebieden zouden worden gedemilitariseerd en dat de lokale overheden en politie zouden blijven functioneren tot de Conferentie over Joegoslavië die door de Europese Gemeenschap werd georganiseerd tot een oplossing had geleid.

## Achtergrond
In 1980 overleed de Joegoslavische leider Tito, die decennialang de bindende kracht was geweest tussen de zes deelstaten van het land. Na zijn dood kende het nationalisme een sterke opmars, en in 1991 verklaarden verschillende deelstaten zich onafhankelijk. Hierdoor ontstonden burgeroorlogen met minderheden die tegen onafhankelijkheid waren in de deelstaten. Zo geschiedde ook in Kroatië, waar in de eerste helft van de jaren 1990 een bloedige burgeroorlog werd uitgevochten tussen Kroaten en Serven, en waarbij op grote schaal etnische zuiveringen plaatsvonden. De VN-vredesmacht UNPROFOR, later vervangen door UNCRO, moest een staakt-het-vuren bewerkstelligen en veilige zones creëren voor de bevolking.

## Inhoud
De Veiligheidsraad:
- bevestigt de resoluties 713, 721, 724 en 727;
- neemt nota van het rapport van secretaris-generaal Boutros Boutros-Ghali en verwelkomt het feit dat het staakt-het-vuren over het algemeen is nageleefd;
- merkt op dat de brief van president Franjo Tuđman, waarin hij het plan van de secretaris-generaal volledig en onvoorwaardelijk aanvaardt, een hindernis wegneemt;
- merkt ook op dat de uitvoering van het VN-vredesplan de taak van de Conferentie over Joegoslavië om een akkoord te bereiken zal vergemakkelijken;
- herinnert aan zijn verantwoordelijkheid voor de wereldvrede;
- herinnert ook aan hoofdstuk VIII van het Handvest;
- is bezorgd dat het wapenembargo niet geheel wordt nageleefd;

1. bevestigt zijn goedkeuring van het VN-plan;
2. waardeert de inspanningen van de secretaris-generaal om de overige hindernissen weg te nemen;
3. stemt in met het voorstel van de secretaris-generaal om de militaire missie te versterken tot 75 officieren;
4. vraagt de secretaris-generaal een VN-vredesmissie voor te bereiden;
5. is bezorgd dat het VN-plan nog niet is aanvaard door alle partijen wier succes ervan afhangt;
6. roept alle landen op om stappen te ondernemen om te verzekeren dat de Joegoslavische partijen het VN-plan aanvaarden, hun verbintenissen nakomen en samenwerken met de secretaris-generaal;
7. roept de Joegoslavische partijen op om mee te werken aan de Conferentie over Joegoslavië;
8. roept alle landen ook op om samen te werken met het Comité opgericht met resolutie 724, waaronder het rapporteren van schendingen van het (wapen)embargo;
9. besluit om actief op de hoogte te blijven tot er een vreedzame oplossing is bereikt.

## Verwante resoluties
- Resolutie 724 Veiligheidsraad Verenigde Naties (1991)
- Resolutie 727 Veiligheidsraad Verenigde Naties
- Resolutie 743 Veiligheidsraad Verenigde Naties
- Resolutie 749 Veiligheidsraad Verenigde Naties

Lijst ·  726 ·  727 ·  728 ·  729 ·  730 ·  731 ·  732 ·  733 ·  734 ·  735 ·  736 ·  737 ·  738 ·  739 ·  740 ·  741 ·  742 ·  743 ·  744 ·  745 ·  746 ·  747 ·  748 ·  749 ·  750 ·  751 ·  752 ·  753 ·  754 ·  755 ·  756 ·  757 ·  758 ·  759 ·  760 ·  761 ·  762 ·  763 ·  764 ·  765 ·  766 ·  767 ·  768 ·  769 ·  770 ·  771 ·  772 ·  773 ·  774 ·  775 ·  776 ·  777 ·  778 ·  779 ·  780 ·  781 ·  782 ·  783 ·  784 ·  785 ·  786 ·  787 ·  788 ·  789 ·  790 ·  791 ·  792 ·  793 ·  794 ·  795 ·  796 ·  797 ·  798 ·  799